# Sentinel-3B
El Sentinel-3B és un satèl·lit d'observació terrestre de l'Agència Espacial Europea dedicat a l'oceanografia que va ser llançat el 25 d'abril de 2018. Va ser construït com a part del Programa Copernicus i és el segon satèl·lit Sentinel 3 (després del Sentinel-3A, llançat el 16 de febrer de 2016) dels quatre que hi ha planejats.
La Sentinel-3B va ser llançada amb èxit el 25 d'abril de 2018 a les 17:57 UTC des del Cosmòdrom de Plessetsk a bord d'un vehicle de llançament Rókot.